# بورو پریموراتس
بورو پریموراتس (بوسنیایی: Boro Primorac؛ تلفظ صربی-کرواتی: [bǒ:ro prǐ:morats]؛ زادهٔ ۵ دسامبر ۱۹۵۴) بازیکن سابق و مربی فوتبال اهل بوسنی و هرزگوین است.
از باشگاه‌هایی که در آن بازی کرده‌است می‌توان به باشگاه فوتبال هایدوک اسپلیت، باشگاه فوتبال لیل، و باشگاه فوتبال کن اشاره کرد.
وی همچنین در تیم ملی فوتبال یوگسلاوی بازی کرده‌است.
وی در مسابقات کشوری و بین‌المللی در مجموع برندهٔ ۱ مدال طلا شده‌است.